# Pink Hill
La ville américaine de Pink Hill est située dans le comté de Lenoir, en Caroline du Nord. En 2006, elle comptait 538 habitants.

## Démographie
| 1910 | 1920 | 1930 | 1940 | 1950 | 1960 |
| ---- | ---- | ---- | ---- | ---- | ---- |
| 58   | 166  | 188  | 307  | 386  | 457  |

| 1970 | 1980 | 1990 | 2000 | 2010 | - |
| ---- | ---- | ---- | ---- | ---- | - |
| 522  | 644  | 547  | 521  | 552  | - |

## Source
- (en) Cet article est partiellement ou en totalité issu de l’article de Wikipédia en anglais intitulé « Pink Hill, North Carolina » (voir la liste des auteurs).